# Coriareus vitreus
Coriareus vitreus is een tweekleppigensoort uit de familie van de Lasaeidae. De wetenschappelijke naam van de soort werd in 1907 gepubliceerd door Hedley.